# پری (کارولینای جنوبی)
پری(به انگلیسی: Perry) شهری در ایالت کارولینای جنوبی کشور ایالات متحده آمریکا است که جمعیت آن در سرشماری سال ۲۰۱۰ میلادی، ۲۳۳ نفر بوده‌است.